# 3. proletarska brigada (NOVJ)
Za druge 3. brigade glejte 3. brigada.
3. (sandžaška) proletarska brigada (srbohrvaško 3. proleterska brigada) je bila brigada v sestavi Narodnoosvobodilne vojske in partizanskih odredov Jugoslavije in ki je delovala med drugo svetovno vojno na področju Kraljevine Jugoslavije.

## Zgodovina
Brigada je bila ustanovljena 5. junija 1942 s 5 bataljoni, pri čemer je imela okoli 750 borcev.

## Organizacija
- štab
- 5x bataljon